# 24889 Tamurahosinomura
24889 Tamurahosinomura este un asteroid din centura principală de asteroizi.

## Descriere
24889 Tamurahosinomura este un asteroid din centura principală de asteroizi. A fost descoperit pe 11 decembrie 1996 la Geisei de Tsutomu Seki. Asteroidul prezintă o orbită caracterizată de o semiaxă mare de 2,24 ua, o excentricitate de 0,13 și o înclinație de 4,3° în raport cu ecliptica.